# Sirius (Schiff, 1837)
Die Sirius von 1837 war das erste Dampfschiff, das den Atlantik ausschließlich mit dem damals neuen Antrieb überquerte.

## Stapellauf
Die Sirius wurde auf der Werft Robert Menzies & Son in Leith für die Saint George Steam Packet Co. gebaut, eine seinerzeit bekannte Reederei aus Liverpool, die sich dem Warenverkehr zwischen den britischen Inseln verschrieben hatte. So war die Sirius eigentlich für den Liniendienst zwischen London und Cork vorgesehen.
Die Sirius war ein hölzerner Zweimaster, der wie eine Schonerbrigg getakelt war, das heißt, er trug Rahsegel am Fockmast und ein großes Schratsegel am Großmast. Zwischen beiden Masten waren mittschiffs die Seitenbalanciermaschinen angebracht, die 320 PS leisteten. Technisches Neuland waren die an Deck stationierten Oberflächen-Kondensatoren, mit deren Verwendung erstmals auch auf Meeres-Dampfschiffen Frischwasser zur Dampferzeugung genutzt werden konnte.

## Ausgeliehen nach New York
Zur selben Zeit, als die Sirius in Leith fertiggestellt wurde, begann die Ära der Dampferfahrten über den Atlantik. Die Ozeanüberquerung ähnelte rasch einem Wettrennen. Die 1838 in Liverpool gegründete British and American Steam Navigation Company, einer der Wettbewerber, geriet in ernstliche Terminschwierigkeiten: Die Fertigstellung ihres eigenen Übersee-Dampfers British Queen verzögerte sich. Die Gesellschaft charterte daraufhin die Sirius im April 1838 für eine einzige Atlantik-Überfahrt nach New York.
Am 4. April 1838 verließ die Sirius unter dem Kommando von Lieutenant Richard Roberts mit 40 Passagieren an Bord den Hafen von Cork in Richtung New York. Trotz anhaltenden rauen Windes erreichte sie Manhattan am 23. April 1838 nach 18 Tagen und 4 Stunden als erstes durchgehend mit Dampf betriebenes Schiff mit einer Durchschnittsgeschwindigkeit von 8,03 Knoten.
Noch während der Überfahrt wenige Tage vor Einlaufen in den New Yorker Hafen soll die Crew gezwungen gewesen sein, das Mobiliar und einen Notmast zu verheizen, da die Kohle in den Bunkern des Schiffs schnell aufgebraucht war. Nach Angaben hat die Besatzung den Kohleverbrauch auf See pro Tag eingeteilt, sodass das Sirius bei der Ankunft noch über 15 Tonnen Kohle verfügte. Diese These wurde jedoch nie widerlegt.
Am selben Tag, nur knapp vier Stunden später, traf die legendäre Great Western von Isambard Kingdom Brunel auf ihrer Jungfernfahrt in New York ein. Dieses Dampfschiff war allerdings erst drei Tage später losgefahren, sie war also wesentlich schneller als ihre Rivalin, die Sirius.
Im Juni 1838 überquerte das Dampfschiff den Atlantik ein weiteres Mal erneut.

## Die restliche Karriere
Nach ihren Atlantik-Überquerungen kehrte die Sirius zur Saint George Steam Packet Co. zurück und bediente fortan die Linie von Cork nach Glasgow neun Jahre lang. 1847 strandete sie bei einer Fahrt von Cork nach Glasgow mit Zwischenstopp in Dublin an den Klippen der Ballycotton Bay im Süden Irlands, 20 Tote waren hierbei zu beklagen.